# Southern Cross University
Die Southern Cross University, kurz SCU, ist eine Universität in Lismore im australischen Bundesstaat New South Wales.
Gegründet wurde die SCU im Jahre 1994. An der Universität waren 2020 fast 20.000 Studierende eingeschrieben. Sie hat drei Hauptstandorte: Gold Coast (genauer: Coolangatta), Lismore und Coffs Harbour. Daneben gibt es noch den in Kooperation betriebenen Coomera Creative Campus und Zweigstellen in Sydney (Hotelschule), Melbourne und Perth.
Die Hochschule engagiert sich unter anderem im Bereich der Fernstudien, wobei circa 1.300 Studenten in 50 Ländern eingeschrieben sind.

## Fakultäten
- Bewegungslehre und Sportwissenschaft
- Bildende Kunst
- Bildung und Pädagogik
- Eingeborenenforschung
- Handel, Management und Betriebswirtschaft
- Informationstechnik
- Krankenpflege
- Kunstwissenschaften
- Multimedia
- Natur- und Komplementärmedizin
- Psychologie
- Recht und Rechtsprechung
- Sozialwissenschaften
- Tourismus- und Gastgewerbemanagement
- Umweltwissenschaften und -management
- Zeitgenössische Musik

## Zahlen zu den Studierenden und den Mitarbeitern
2020 waren 19.825 Studierende an der Southern Cross University eingeschrieben (2016: 15.747, 2017: 16.858, 2018: 18.663, 2019: 20.213). 2020 strebten 12.834 (64,7 %) ihren ersten Studienabschluss an, sie waren also undergraduates; die meisten davon waren Bachelorstudenten (12.129 oder 61,2 % aller Studierenden). 5.462 (27,6 %) arbeiteten auf einen weiteren Abschluss hin, sie waren postgraduates. 400 davon arbeiteten in der Forschung. Von den 764 Mitarbeitern 2021 hatten 644 eine Vollzeitstelle und 120 eine Teilzeitbeschäftigung.
2008 waren es 18.092 Studierende gewesen.

## Persönlichkeiten
- Poto Williams (* 1962), Politikerin, seit 2013 im Parlament